# ビジーストリート
ビジーストリートは、日本のお笑いコンビ。株式会社TAP所属。

## メンバー
まゆ（1984年2月6日（41歳） - ）
- 本名・古澤 麻由子
- 神奈川県横浜市出身。身長152cm、血液型はB型。ボケ担当。フェリス女学院大学卒業。
- 特技：霊感・船の操縦（二級小型船舶操縦士の免許有り）
- 趣味：テニス、株価チェック
- 漢字検定準1級（2020年3月に合格）、ファイナンシャルプランナー2級、証券外務員の資格有り。
- 立ち位置：左
- 2006年から2009年まである証券会社に勤務。資格を活かして、ファイナンシャルプランナーとしても活動している。しかし子供の頃からの「タレントになりたい」という夢を捨てきれず、25歳で一念発起して会社を退職し、ワタナベコメディスクールにタレント志望で入った。
- 浜崎あゆみのモノマネが得意で、見た目はGLAYのHISASHIに似ている（自称。顔そっくり芸にしている）。他には、菜々緒、持田香織のものまね芸を持つ。
- 千原せいじオーナーの幡ヶ谷せじけんバーで、店長を務めている。
- 蚊に刺されるのが好きすぎるが、2015年刺されすぎて蚊アレルギーになってしまった。
- 2019年現在、1児の母親。

みく（1982年12月15日（42歳） - ）
- 本名・伊藤 未来
- 東京都出身。身長163cm、血液型はO型。ツッコミ担当。元お菓子系アイドル松下未来。松下未来時代は『クリーム』（2000年7月号、2001年3月号、2001年5月号など、ワイレア出版（現在はメディアックス））、『ホイップ』（2001年6月号など、コアマガジン）などの雑誌、グラビアでも活動。
- 特技：ビールの一気飲み、物真似
- 趣味：酒
- 立ち位置：右
- 2012年の誕生日は、未来本人が居ない所で誕生日パーティーが行われ本人が本気で怒ってまゆに怒りの電話をした

## 概要・来歴
- ワタナベコメディスクール10期生出身[11]。
- コンビ名は、「繁華街」という意味の和製英語から。「下町」を意味するあのコンビの名前を「意識したとか、しないとか」と話していたことがある[6]。
- かつてはトリオだったが、一人脱退してコンビになる[11]。
- 結成以来フリーで活動して来たが、2010年12月にトレンド所属となる[11]。
- 2016年1月からフリーとして活動。
- 2016年4月29日、新宿ハイジアV1スタジオにて初の単独ライブを開催。 1部・2部の2公演制で、2部は15,000円の限定10席のVIP席も。
- 2016年6月1日のライブをもってコンビを解散[12]。
- 2018年1月11日のライブにて初漫才を行い再結成[13]。
- 2019年3月1日にオフィス北野所属となる[14](事務所はその後、株式会社TAPに社名変更した）。
- スナックのチーママ同士のコンビ（まゆは結婚後は「元チーママ」）でもある[15]。
- 2023年12月4日の事務所ライブを以って2度目の解散[16][17]。解散後はまゆはフルマユコに改名し、みくは本名に戻して二人とも引き続きTAPに所属している。事務所ホームページではフルマユコは「芸人」、伊藤未来は「タレント」のカテゴリーでの所属となっている。

## 芸風
- いわゆるしゃべくり漫才。軽快でテンポのいい掛け合いを行う。基本的にはみくの声をいじられることが多い。
- ネタの大元は未来が作り、ライブ当日に合わせて二人で完成させる。最近は、本番中にまゆがアドリブを入れ遊ぶ事もよくある。

## 出演

### テレビ
- テリー伊藤の今夜も傾奇流 （BSフジ）
- 上田ちゃんネル （テレ朝チャンネル）
- グッとラック!（TBS）- 2020年1月27日、まゆのみ[18]
- 爆笑そっくりものまね紅白歌合戦スペシャル（フジテレビ）- 2020年9月19日　まゆのみ、菜々緒のものまねで、元木敦士（木村拓哉のものまね）と共演[19]
- BOOKSTAND.TV（BS12 トゥエルビ）- 2021年8月6日

### テレビドラマ
- 夏草薫る街で（テレビ神奈川） - みくのみ、主演
- GIFT（BeeTV）
- とめはねっ!鈴里高校書道部（NHK） - まゆのみ

### CM
- キリン一番搾り - みくのみ[20]

### ライブ
- お子様ランチ
- TEPPEN
- STEP!STEP!STEP!
- お花畑ライブ
- ライブ10ちゃんねる
- 90%オフライブ
- 単独ライブ『あそびめ。』（2016年4月29日）
- 他多数

### 舞台
- 劇団タカギマコト　その姿、コウモリのように見ゆ
  - 平成26年4月4日 - 6日　計7公演
- ハベナリア荘『ぽんこつのみるゆめ』ちひろ役（みく）